# 澤蘭似尖葉節蜱
澤蘭似尖葉節蜱（学名：Acaphyllisa eupatoria）为節蜱科似尖葉節蜱屬下的一个种。